# Miryam Núñez
Pour les articles homonymes, voir Núñez et Padilla.
Núñez  Padilla est un nom espagnol. Le premier nom de famille, en général paternel, est Núñez ; le second, en général maternel, souvent omis, est Padilla.
Miryam Maritza Núñez Padilla, née le 10 août 1994 à Riobamba, dans la province du Chimborazo, est une coureuse cycliste équatorienne, membre de l'équipe Primeau Vélo - Groupe Abadie.

## Biographie
Le 13 février 2022, Miryam Núñez est renversée par une camionnette. Le premier diagnostic parle de fracture occipitale et d'une hémorragie méningée. Quatre mois plus tard, le 24 juin, Myriam s'adjuge l'or sur le contre-la-montre des Jeux bolivariens, elle qui avait craint la paraplégie.

## Palmarès sur route
- 2015
  -  Championne d'Équateur sur route
  -  Championne d'Équateur du contre-la-montre
- 2018
  -  Médaillée de bronze du contre-la-montre aux Jeux sud-américains
- 2019
  -  Championne d'Équateur sur route
  -  Championne d'Équateur du contre-la-montre
- 2020
  - Tour de Colombie : 
    - Classement général
    - 2e étape
- 2021
  -  Championne d'Équateur sur route
  -  Championne d'Équateur du contre-la-montre
  - 6e étape du Tour de Colombie
  - 2e du Tour du Guatemala
  -  Médaillée de bronze du championnat panaméricain du contre-la-montre
  - 3e du Tour de Colombie
- 2022
  -  Médaillée d'or du contre-la-montre des Jeux bolivariens
  -  Médaillée d'argent de la course en ligne des Jeux bolivariens
- 2023
  -  Championne d'Équateur du contre-la-montre
  - Prologue du Tour du Portugal
  -  Médaillée d'argent de la course en ligne aux Jeux panaméricains
  - 2e du Tour du Portugal
- 2024
  -  Championne d'Équateur sur route
  -  Championne d'Équateur du contre-la-montre
  - Clásica de Anapoima : 
    - Classement général
    - 1re et 3e étapes

  - 2e du championnat d'Équateur sur route
- 2025
  -  Championne d'Équateur du contre-la-montre
  - 2e du championnat d'Équateur sur route

### Classements mondiaux
| Année                                 | 2015 | 2016 | 2017 | 2018 | 2019 | 2020 | 2021 | 2022  | 2023 | 2024 |
| ------------------------------------- | ---- | ---- | ---- | ---- | ---- | ---- | ---- | ----- | ---- | ---- |
| Classement UCI                        | 261e | 215e | nc   | 476e | 241e | nc   | 119e | 1367e | 397e | 194e |
|                                       |      |      |      |      |      |      |      |       |      |      |
| Légende : nc = non classéSource : UCI |      |      |      |      |      |      |      |       |      |      |

## Palmarès sur piste

### Championnats panaméricains
- Aguascalientes 2018
  - Cinquième de la poursuite par équipes[2].
  - Huitième de la poursuite individuelle[3].
  - Dixième de l'omnium[4].
  - Abandon dans la course à l'américaine[5].
- Lima 2021
  -  Médaillée de bronze de la course à l'américaine.

### Jeux bolivariens
- Santa Marta 2017
  -  Médaillée de bronze de l'omnium
  -  Médaillée de bronze de la course aux points

## Palmarès en VTT

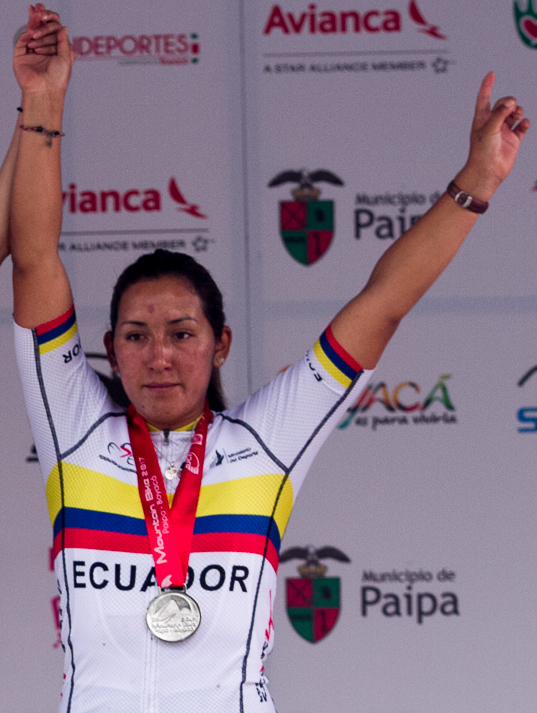
Miryam Núñez sur le podium des championnats panaméricains de VTT 2017.

### Championnats panaméricains
- Paipa 2017
  -  Médaillée d'argent en  cross-country eliminator
- Aguascalientes 2019
  -  Médaillée d'argent en  cross-country eliminator